# Música de 30 Rock

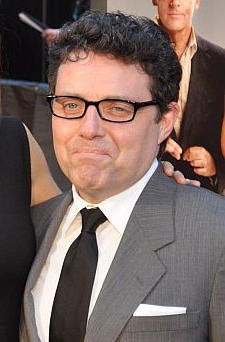
Jeff Richmond é o compositor e co-produtor de todos os temas musicais de 30 Rock.

30 Rock é uma série de televisão de comédia de situação norte-americana criada pela actriz e argumentista Tina Fey que foi emitida pela rede de televisão National Broadcasting Company (NBC) a partir de Outubro de 2006. O elenco principal de 30 Rock é integrado por treze membros. Eles são: Fey, Tracy Morgan, Jane Krakowski, Jack McBrayer, Scott Adsit, Judah Friedlander, Alec Baldwin, Katrina Bowden, Keith Powell, John Lutz, Kevin Brown, Grizz Chapman e Maulik Pancholy. 30 Rock retrata os bastidores de uma série fictícia de comédia intitulada The Girlie Show with Tracy Jordan, que era supostamente emitida pela NBC nas noites de quinta-feira até ao seu cancelamento na sétima temporada do seriado. O nome "30 Rock" refere-se ao endereço do GE Building onde os NBC Studios estão localizados: 30 Rockefeller Plaza. O seriado foi produzido pelas companhias Broadway Video e Little Stranger, Inc., em associação com a NBC Universal.
A série apresenta uma banda sonora "animada" de jazz. A maioria das músicas são tocadas por instrumentos como o clarinete, o clarinete baixo, o saxofone e cordas. As músicas foram todas compostas pelo marido de Fey, Jeff Richmond, que também é produtor de 30 Rock. Richmond escreveu a música tema, que recebeu uma nomeação ao Emmy Award na categoria "Melhor Música de Abertura" em 2007. Oito canções curtas originais foram apresentadas em alguns episódios, seis das quais foram interpretadas por Krakowski, uma outra por Fey e Jason Sudeikis, e outra por Morgan. O seriado também abrangeu três músicas já existentes, incluindo a canção "Midnight Train to Georgia" (1973), de autoria do grupo Gladys Knight and the Pips. A música teve sua letra alterada para acomodar o facto da personagem Kenneth Parcell (interpretado por McBrayer) estar mal informado sobre o horário do comboio das 23:45 no "Episódio 210". A canção "Oh My", interpretada por The Kid Gray, pode ser ouvida em todo o episódio "The Source Awards", tendo sido misturada com um arranjo para piano composto por Richmond. "Kidney Now!", uma versão da canção popular "We Are the World", foi interpretada por vários artistas convidados no episódio final da terceira temporada; no entanto, foi excluída do alinhamento de faixas do disco. Outras canções populares foram apresentadas (com autorização dos cantores), como "I Will Remember You" (1995) de Sarah McLachlan, e "Bitch" (1997) de Meredith Brooks.
A Banda Sonora Original de 30 Rock foi lançada pela editora discográfica Relativity Music Group a 16 de Novembro de 2010 nos Estados Unidos. O álbum duplo teve todas as suas canções originais compostas e co-produzidas por Richmond. O disco inclui várias músicas da série, inclusive as que foram destaque durante as primeiras quatro temporadas do seriado. A fim de promover o lançamento do álbum, a 20 de Novembro de 2010, o elenco de 30 Rock fez a sua primeira sessão de interpretação da banda sonora na Experience Store da NBC no Rockefeller Center. Aparições foram feitas por Fey, Richmond, Krakowski, McBrayer, Lutz, Brown e Chapman.

## 30 Rock: Original Television Soundtrack
A banda sonora de 30 Rock foi dividida em dois discos e lançada como um álbum duplo a 16 de Novembro de 2010. A maioria das músicas são instrumentais e foram usadas na série para ambientar locações e/ou personagens.
"Kidney Now!", embora tenha sido composta e produzida por Jeff Richmond, não foi inclusa no álbum.

### Disco 1
O primeiro disco é composto por dezassete músicas, todas elas escritas e co-produzidas por Jeff Richmond com auxílio da banda musical do seriado, excepto quando escrito.
A primeira faixa do disco é música de abertura do seriado. "My Funny Valentine", uma canção lançada em 1937 e composta por Bobby Darin, Richard Rodgers e Lorenz Hart, recebeu uma versão instrumental por Richmond, que foi incluída no disco como a sexta faixa. "Midnight Train to Georgia" (1973), uma canção do grupo Gladys Knight and the Pips, ganhou uma versão pelo elenco da série e foi inclusa no disco como a décima sexta faixa. A música teve sua letra alterada para acomodar o facto da personagem Kenneth Parcell (interpretado por McBrayer) estar mal informado sobre o horário do comboio das 23:45 no "Episódio 210".
| N.º            | Título                                                                                   | Compositor(es)                            | Artista(s) | Duração |  |
| 1.             | "Page Off Intro/Theme From 30 Rock/Kenneth Chokes"                                       |                                           | Jeff Richmond                                                                                                  | 0:50    |  |
| 2.             | "Carol"                                                                                  |                                           | J. Richmond | 2:17    |  |
| 3.             | "Frenchy/Slummin' It/Donald"                                                             |                                           | J. Richmond | 2:35    |  |
| 4.             | "Restaurant/Snowy Night/Light Of Day"                                                    |                                           | Giancarlo Vulcano, J. Richmond                                                                                 | 3:17    |  |
| 5.             | "Jack In Four/Cha Cha/Cleveland/Grizz & Liz"                                             |                                           | J. Richmond, Jason Sudeikis, Tina Fey                                                                          | 4:32    |  |
| 6.             | "My Funny Valentine"                                                                     | Bobby Darin, Richard Rodgers, Lorenz Hart | J. Richmond | 1:18    |  |
| 7.             | "Boys In Gayland/Halloween/Chicken Killer/Jack Attack"                                   |                                           | J. Richmond | 3:11    |  |
| 8.             | "Meet Donny/Spanx/Dirty 30's/Liz Taylor"                                                 |                                           | J. Richmond | 3:25    |  |
| 9.             | "Mr. Templeton/Burnt"                                                                    |                                           | Michael Bublé, J. Richmond                                                                                     | 2:12    |  |
| 10.            | "Sunset Rounds"                                                                          |                                           | J. Richmond | 2:27    |  |
| 11.            | "Lizzie's Blues/Sad Clown"                                                               |                                           | J. Richmond | 2:34    |  |
| 12.            | "Claire/Handkiss/The Getaway"                                                            |                                           | J. Richmond | 2:40    |  |
| 13.            | "Colleen/Dumb Moon/Headlights"                                                           |                                           | J. Richmond | 1:48    |  |
| 14.            | "Dad/Pieces Of Wood"                                                                     |                                           | J. Richmond | 2:01    |  |
| 15.            | "Ave-Maria As Played By Kathy Geiss At The Cryogenic Freezing Of Her Father/Blind Loves" |                                           | J. Richmond | 2:52    |  |
| 16.            | "Midnight Train to Georgia"                                                              | Jim Weatherly                             | J. Richmond, Tracy Morgan, Jane Krakowski, Alec Baldwin, Edie Falco, Jack McBrayer, Kevin Brown, Grizz Chapman | 2:15    |  |
| 17.            | "30 Rock – Long Play Version/The Bitenuker"                                              |                                           | J. Richmond | 3:25    |  |
| Duração total: | Duração total:                                                                           | Duração total:                            | Duração total:                                                                                                 | 40:59   |  |

### Disco 2
O segundo disco é composto por treze músicas, todas elas compostas e co-produzidas por Jeff Richmond em auxílio com a banda musical do seriado, excepto quando escrito.
"I Will Always Love You", uma canção originalmente escrita e gravada pela cantora Dolly Parton que ganhou popularidade ao ser regravada por Whitney Houston, ganhou uma versão pelo elenco da série. Esta versão foi inclusa como a décima faixa do disco.
| N.º            | Título                         | Compositor(es) | Artista(s) | Duração |  |
| 1.             | "That's Her"                   |                | Jeff Richmond, Katreese Barnes | 0:37    |  |
| 2.             | "Muffin Top"                   |                | J. Richmond, Jane Krakowski | 1:58    |  |
| 3.             | "Werewolf Bar Mitzvah"         |                | J. Richmond, Tracy Morgan, Donald Glover | 2:52    |  |
| 4.             | "Simple Things"                |                | J. Richmond, Jack McBrayer, Alec Baldwin | 0:16    |  |
| 5.             | "Tennis Night"                 |                | J. Richmond, J. Krakowski | 1:03    |  |
| 6.             | "Danny Boye"                   |                | J. Richmond, Cheyenne Jackson | 0:20    |  |
| 7.             | "The Christmas Waltz"          |                | J. Richmond, J. Krakowski, C. Jackson | 2:15    |  |
| 8.             | "The Christmas Song"           |                | J. Richmond, J. Krakowski, Elaine Stritch, A. Baldwin | 2:16    |  |
| 9.             | "The America Song And The Mob" |                | J. Richmond, J. Krakowski | 1:18    |  |
| 10.            | "I Will Always Love You"       | Dolly Parton   | J. Richmond, T. Morgan, J. McBrayer | 0:52    |  |
| 11.            | "Lemon's Theme"                |                | Tina Fey, Christopher Cross | 4:24    |  |
| 12.            | "Don't Go To Bed With A Frown" |                | J. Richmond, Anita Gillette, Jan Hooks, Patti LuPone, E. Stritch, T. Fey, J. Krakowski, J. McBrayer, A. Baldwin, T. Morgan, Judah Friedlander, Kevin Brown, Grizz Chapman | 0:26    |  |
| 13.            | "What Do You Say To Cleveland" |                | J. Richmond | 1:08    |  |
| Duração total: | Duração total:                 | Duração total: | Duração total: | 17:45   |  |